# Украинцы в Италии

Памятник Т. Г. Шевченко в Риме (Италия), открытый в 1973 году

Украинцы в Италии (укр. Українці в Італії; итал. Ucraini in Italia) — одна из крупнейших этнических общин на территории Италии, которая сформировалась в течение нескольких исторических периодов.
Украинская диаспора является одной из самых многочисленных среди национальных меньшинств Италии. По состоянию на 1 января 2016 года общее количество украинцев, которые получили вид на жительство в этой стране, составило 240 141 человек.
В настоящее время на территории Италии находятся две разные по составу и численности категории украинцев:
- В первую группу входят граждане Италии украинского происхождения, т. н. «итальянские украинцы», а также представители католического духовенства, связанного с Ватиканом. Официальных статистических данных об их численности нет. По некоторым оценкам, в конце 1990-х годов в Италии проживало около 250 светских украинцев — граждан этой страны, а также некоторое количество (до 100 человек) украинцев — представителей католического духовенства, в основном в Риме и Ватикане.
- Другую категорию составляют граждане Украины, которые постоянно либо временно проживают в Италии по причине работы в этой стране. Формирование этой общины находится на начальной стадии, начиная с середины 1990-х годов[6].

## История

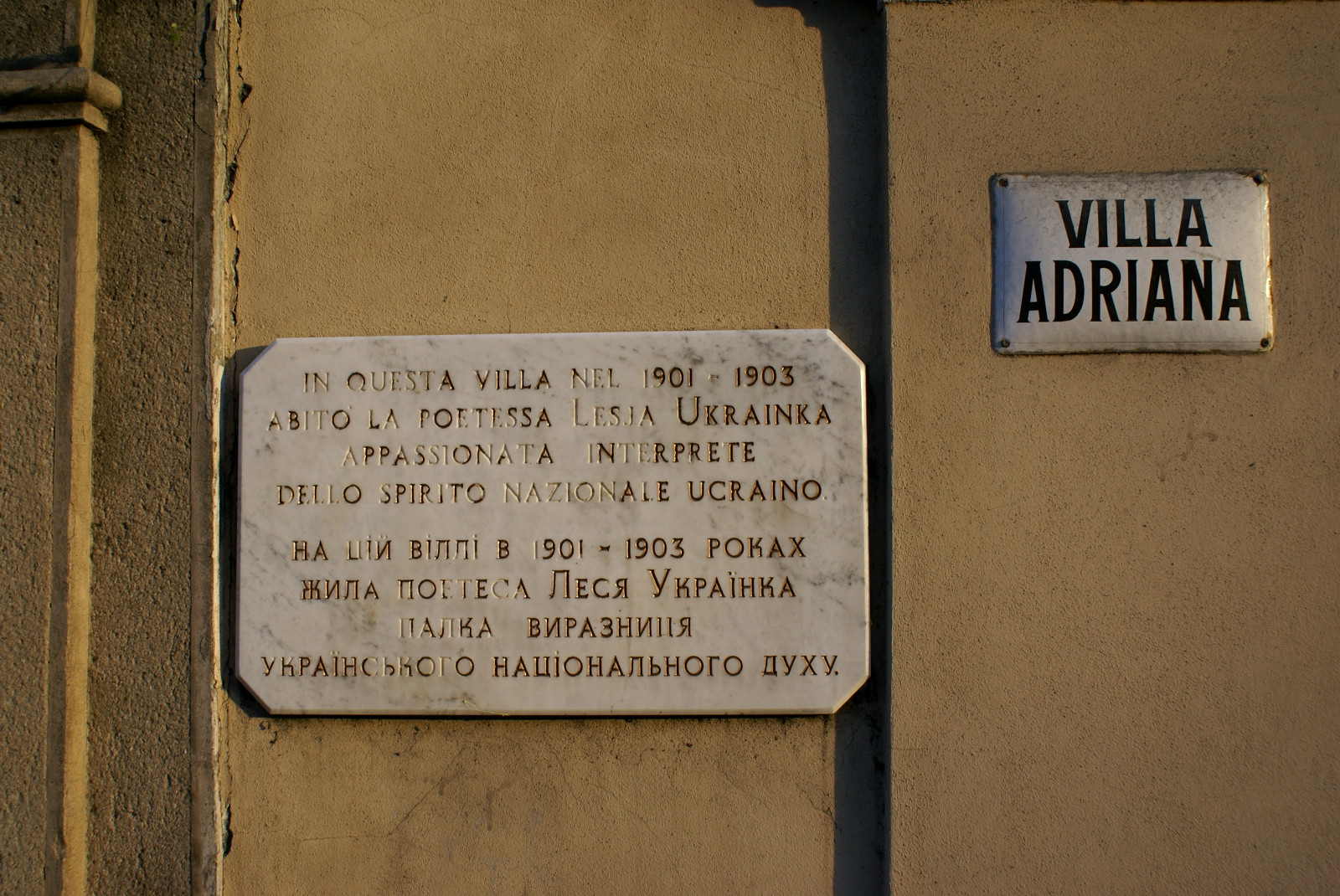
Мемориальная доска в память Леси Украинки в Сан-Ремо

Об украинском присутствии в Ватикане и Италии существуют исторические свидетельства. В Ватиканской библиотеке хранятся древнейшие достопримечательности: письма Папы Григория VII к киевскому князю Изяславу, датированные 1075 годом, служебник Киевского митрополита Исидора XV в., документы Брестской унии. В XIV в. ректором Болонского университета был Юрий Дрогобыч, там учился Петр Могила и многие известные украинцы. В университете Падуи с XIV по XVIII в. проходили обучение около 600 студентов с Украины. Среди них полковник Богдана Хмельницкого Станислав Морозенко.
Первая украинская колония в Риме появилась в конце XVI в. Это были студенты, которые учились в Греческой коллегии. Среди них — Феофан Прокопович. Много мест в Ватикане и в Италии связано с именами митрополита Андрея Шептицкого и кардинала Иосифа Слипого. В пригороде Палермо на Сицилии есть интересное упоминание об украинских казаках. Она датируется 1622 годом. Запорожцы прибыли туда на трехвесельной лодке. Поселились, построили церковь в честь покровительницы Сицилии Святой Розалии. Об этом событии напоминает соответствующая надпись на мраморной доске и прикрепленная рядом серебряная модель трехвесельной казацкой лодки.
Многие украинцы находилось во Флоренции. Среди них: украинский ученый Михаил Драгоманов, композитор и певец Семен Гулак-Артемовский. В Милане училась украинская оперная певица (сопрано) Соломия Крушельницкая. В Риме на улице Систино в 1838—1842 годах жил уроженец Полтавщины Николай Гоголь. В элитном кафе «Греко», которое было местом встреч писателей и художников, сохранился его миниатюрный портрет.

## Религия
Центром духовной жизни современного украинского общества в Риме является комплекс организаций на северо-западной окраине города. Прежде всего это — перестроенный стараниями патриарха Иосифа Слипого в 1967—1969 годах собор Святой Софии, который по стилю и мозаичным убранством близок к Софийскому собору в Киеве. Рядом — Украинский католический университет имени Папы Климента и украинская Малая Семинария. В помещении университета есть архив, где хранятся рукописи и другие ценные документы, например личный паспорт семьи Михаила Грушевского. В соборе Святой Софии проводятся богослужения, которые посещают украинские мигранты. В сотрудничестве с Римско-католической церковью Украинская греко-католическая церковь занимается украинскими иммигрантам, проводя богослужения на украинском языке в католических храмах более 50 городов Италии. Богослужение отправляют украинские студенты римских университетов, которые сочетают учёбу с пасторской деятельностью. По экспертным оценкам в Италии проживает и находится примерно 500 000 граждан Украины.
|  |  |  |

## Организации и образование

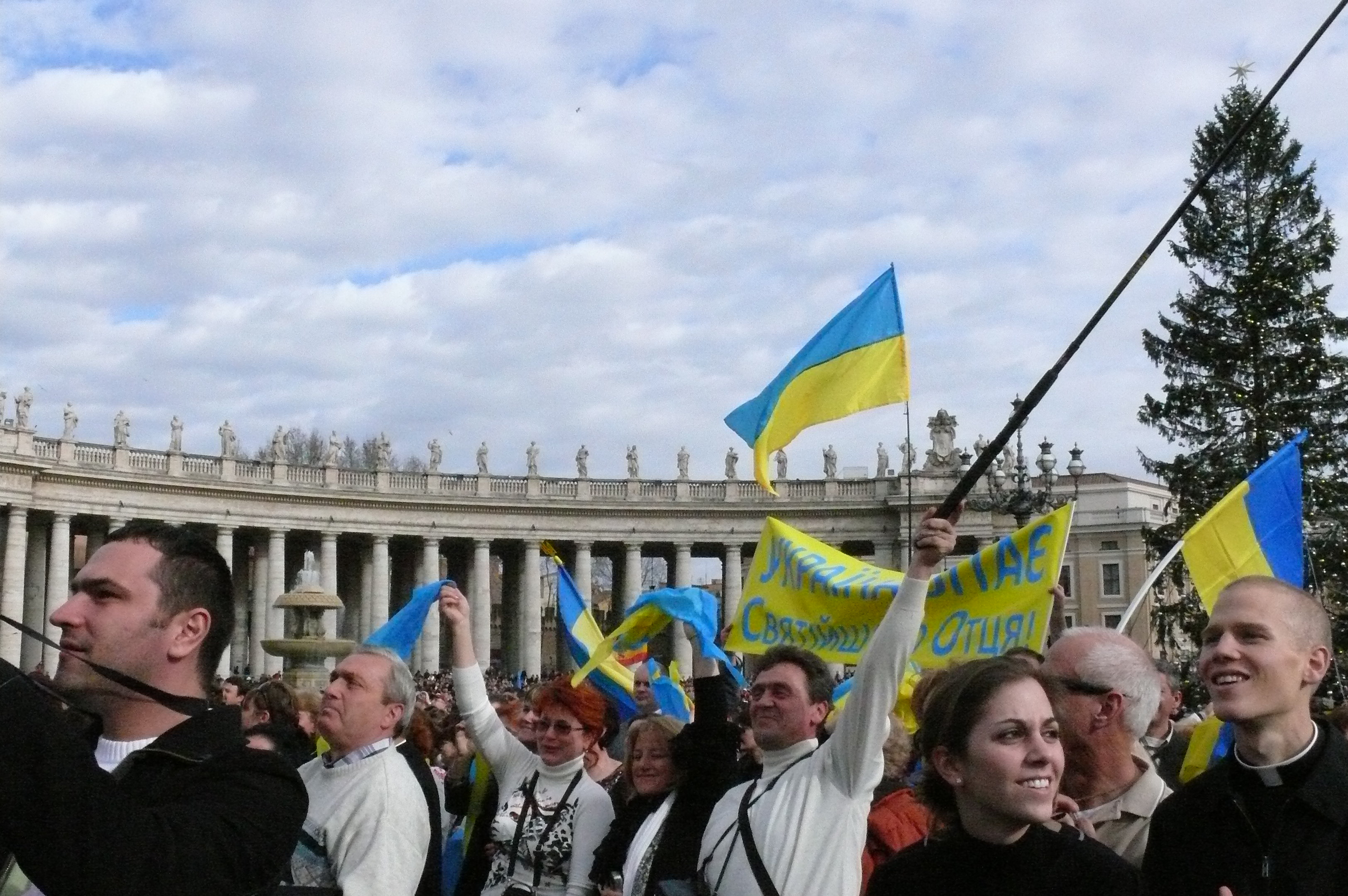
Украинская диаспора на площади в Риме (Италия)

В Италии выходит ряд украиноязычных периодических изданий, а также наблюдается бурное развитие интернет-ресурсов. Журнал «К свету», который выходит при содействии Украинской греко-католической церкви, предоставляет читателям духовную поддержку и распространяется среди украинцев во всех регионах Италии.
В феврале 2006 года издательским домом «Иностранцы в Италии» была основана «Украинская газета». Информационно-аналитическое издание стало крупнейшей украиноязычной газетой, которая распространяется по всей территории страны тиражом 23 000 экземпляров. Кроме информационных целей, целью газеты является содействие юридической образованности читателей, а следовательно помощь в процессе общественной интеграции. В течение нескольких лет в Риме выходила в свет газета «Форум», украинский общественно-политический еженедельник «Мост», вышло несколько номеров газеты «Украинские вести».
Ежегодно на Апеннинском полуострове растет количество украинских детей. Часть из них приезжает благодаря воссоединению семей, другие рождаются в Италии в украинских или смешанных семьях. Украинские школы способствуют формированию и сохранению национальной идентичности и украинского языка.
В настоящее время в Италии действует ряд субботних и воскресных школ, в которых дети учатся параллельно с итальянскими учебными заведениями. В 2009 году две из них: римская школа «Престиж» и «Первая ласточка» из Венеции (Местре) — заключили соглашения с «Международной украинской школой» Министерства образования и науки Украины, благодаря чему их выпускники могут получать украинский диплом о среднем образовании.
Учебники и научно-дидактический материал поступают от МОН Украины и МИД Украины в рамках программы поддержки связей с украинцами за рубежом или путем закупки учебных пособий на Украине в соответствии с потребностями конкретной школы.
Главные проблемы в деятельности украинских школ в Италии: разработка учебно-методических материалов, учитывая специфику обучения, аккредитация учебных заведений и педагогического персонала по стандартам и требованиям Италии.